# Moose Goheen
Temple de la renommée : 1952
Temple de la renommée américain : 1975
Frank Xavier Goheen, dit Moose Goheen, (né le 9 février 1894 à White Bear Lake, Minnesota, aux États-Unis, mort le 13 novembre 1979 à White Bear Lake) était un joueur amateur de hockey sur glace qui évoluait au poste d'attaquant,.

## Carrière
Goheen commença à jouer dans son équipe scolaire à White Bear. En plus d'être un très bon joueur de hockey, il excellait également au football américain et au baseball à l'université de l'Indiana.
Goheen était membre du St. Paul Athletic Club quand celui-ci remporta le trophée McNaughton en 1916 et 1917. Il ne joua cependant pas les saisons 1917-18 et 1918-19, préférant servir son pays lors de la Première Guerre mondiale. À son retour à la vie civile, il participa aux Jeux olympiques de 1920 où il remporta avec l'équipe des États-Unis la médaille d'argent. Convoqué dans l'équipe olympique de 1924, il ne répondit pas à cette convocation à cause de son emploi.
Bien qu'ayant reçu des offres pour jouer en LNH, il préféra rester amateur et garder son emploi à Saint Paul avec la Northern States Power Company.
Moose Goheen fut élu au temple de la renommée du hockey en 1952.